# Ommatolampis perspicillata
Ommatolampis perspicillata is een rechtvleugelig insect uit de familie veldsprinkhanen (Acrididae). De wetenschappelijke naam van deze soort is voor het eerst geldig gepubliceerd in 1763 door Johannson.